# Clara Sánchez (escritora)
Clara Sánchez (Guadalajara, 1 de marzo de 1955) es una escritora y filóloga española, especialista en cine español. Sus novelas han recibido los principales premios de narrativa en habla hispana —el Alfaguara, el Nadal y el Planeta— y han sido traducidas a una veintena de idiomas. El 23 de marzo de 2023  fue elegida para ocupar la silla X de la Real Academia Española.

## Biografía
Hija de un ferroviario, el cambio de destino por la profesión de su padre la llevó a pasar su infancia en Valencia y Albacete para, con posterioridad, trasladarse a Madrid, donde se licenció en Filología Hispánica por la Universidad Complutense. Durante un tiempo trabajó en la enseñanza como profesora de literatura, primero en la UNED, y, más tarde, en un instituto de Madrid, hasta que decidió dedicarse de lleno a la profesión de escritora.

## Trayectoria profesional
En 1989 publicó Piedras preciosas, su primera novela, y un año después, No es distinta la noche. El reconocimiento, no obstante, le llegó con su tercera obra de ficción, El palacio varado, lectura obligada en los programas universitarios de literatura y que vio la luz en el año 1993.
En 1998 obtuvo el Premio del Instituto Literario y Cultura Hispánico (ILCH), por su trayectoria literaria. Más tarde empezó a recibir los más prestigiosos premios literarios en habla hispana. De esta manera, su obra Últimas noticias del paraíso, consiguió el Premio Internacional Alfaguara de Novela 2000.
Así mismo, Lo que esconde tu nombre —novela inspirada en las vivencias de la propia autora en Denia, donde residió durante los años 80— obtuvo el Premio Nadal en 2010. El libro fue traducido a varios idiomas y se convirtió en un éxito de ventas en España y en Italia, alcanzando el medio millón de ejemplares vendidos en ambos países. Con posterioridad, en 2013, le fue concedido el premio Planeta por su novela El cielo ha vuelto, siendo, con ello, la decimocuarta mujer en ser reconocida con este galardón, el de mayor cuantía económica de las letras en habla española y el segundo en el mundo después del Nobel. Al premio se presentó bajo el seudónimo de José Calvino y el título ficticio La dama del hechizo.
Su obra ha sido publicada en una veintena de idiomas y ha alcanzado un gran eco internacional, al tiempo que ha sido objeto de estudio y análisis dentro del mundo académico. En Italia todas sus novelas han sido traducidas y Lo que esconde tu nombre (Il profumo delle foglie di limone) ha tenido más de sesenta ediciones; también en este país el periódico Corriere della sera le dedicó una colección a todas sus novelas traducidas que distribuyó con el diario durante semanas.
En el ámbito periodístico, realizó colaboraciones en diarios y en revistas literarias como El Urogallo. En 2006 fue reconocida con el VII Premio Periodístico sobre Lectura de la Fundación Germán Sánchez Ruipérez por su artículo «Pasión lectora» publicado en el periódico El País.
Sánchez también es especialista en cine, y en este ámbito participó durante cinco años en el programa de la televisión pública española (TVE) ¡Qué grande es el cine!.
La Real Academia Española la proclamó candidata, junto con Jon Juaristi, para ocupar la silla X, vacante desde el fallecimiento de Francisco Brines en 2021. La votación donde resultó elegida se llevó a cabo el 23 de marzo de 2023. Leyó su discurso de ingreso, La máquina del tiempo, el 8 de octubre de 2023; le dio la bienvenida Soledad Puértolas.

## Obras

### Novelas
- Piedras preciosas (Debate, 1989)
- No es distinta la noche (Debate, 1990)
- El palacio varado (Debate, 1993)
- Desde el mirador (Alfaguara, 1996)
- El misterio de todos los días (Alfaguara, 1999)
- Últimas noticias del paraíso (Alfaguara, 2000) (Premio Alfaguara de Novela 2000)
- Un millón de luces (Alfaguara, 2004)
- Presentimientos (Alfaguara, 2008)
- Lo que esconde tu nombre (Destino, 2010) (Premio Nadal de Novela 2010)
- Entra en mi vida (Destino, 2012)
- El cielo ha vuelto (Planeta, 2013) (Premio Planeta de Novela 2013)
- Cuando llega la luz (Destino, 2016)
- El amante silencioso (Planeta, 2018)
- El infierno en el paraíso (Planeta, 2021)
- Los pecados de Marisa Salas (Planeta, 2023)

### Otros
- Participó en Nocturnario (2016), un libro colectivo con collages de Ángel Olgoso en el que 101 escritoras y escritores de Hispanoamérica aportaron un texto para acompañar cada una de sus imágenes.[21]

## Premios y reconocimientos
- Premio del Instituto Literario y Cultura Hispánico 1998[22]
- Premio Alfaguara 2000 por Últimas noticias del paraíso[23]
- Premio Germán Sánchez Ruipérez 2006 al mejor artículo del año sobre lectura.[16]
- Premio Nadal 2010 por Lo que esconde tu nombre[24]
- Premio Mandarache de Jóvenes Lectores 2013 por El cielo ha vuelto
- Premio Planeta 2013 por El cielo ha vuelto[25]
- Premio Roma 2014 a la mejor novela extranjera por El cielo ha vuelto[26]
- Premio Baccante 2014 concedido a una personalidad de reconocido prestigio en el seno del Women’s Fiction Festival de Matera[27]
- Premio Nazionale Vincenzo Padula 2016[28]
- Premio El farolillo de papel 2019 otorgado por los libreros de Bilbao[29]